# Pablo Racioppi
Pablo Racioppi (Buenos Aires, Argentina; ¿? - Id; 25 de enero de 1981) fue un primer actor de radio y teatro y productor argentino.

## Carrera
Joven galán radial importante durante la década del '40, con la actriz Eva Duarte compartió algunos radioteatros en su época como actriz a comienzos de 1942 al ser contratados por el entonces director artístico Pablo Osvaldo Valle. Junto a ella integra en 1942 la "Compañía Candilejas",  y presenta el primer radioteatro argentino titulado El aullido del lobo por Radio El Mundo, y posteriormente Infortunio.
En radio también se lució con actores de la talla de Alberto Vacarezza, Gogó Andreu, Chola Luna, Azucena Maizani, Enrique Muiño, Dora Luján Martínez, Maruja Gil Quesada e Hilda Bernard. En 1932 trabaja junto a Alberto Anchart (padre) y Sara Watle en el radioteatro, Los negocios de Viruta. En 1938 integra el Teatro Sintético, ciclo creado, escrito y dirigido por Jerónimo Martinelli Massa e Ismael R. Aguilar, con Juan Sarcione y Lea Conti; y posteriormente junto a José Castro Volpe hace el radioteatro Los ojos de Quiroga. En 1941 actúa en Cartas de amor junto a Manolita Poli. En 1948 conforma una compañía radioteatral con Julia Sandoval.
En teatro compartió escenario con Delia Garcés, Luis Medina Castro, Alejandro Anderson, Jorge Luz, Diana Wells, Leda Zanda, Enrique Fava, Ernesto Raquén, Eduardo Muñoz, Eva Duarte y Jorge de la Riestra, entre otros. En 1936 actúa en Fuegos artificiales, comedia musical de Ivo Pelay, estrenada en el Teatro Avenida, junto con Ernesto Famá, Sara Watle, Miguel Gómez Bao, Sara Prósperi, Concepción Sánchez, Maruja Pais, entre otros tantos actores.
Era abuelo del director, productor y fotógrafo que lleva su mismo nombre, Pablo Racioppi, nacido en 1966.

## Fallecimiento
Pablo Racioppi falleció por causas naturales el domingo 25 de enero de 1981. Sus restos descansan en el panteón de la Asociación Argentina de Actores del Cementerio de la Chacarita.

## Filmografía
- 1940: La luz de un fósforo
- 1960: Luna Park
- 1961: Quinto año nacional[6]